# Weyes Blood
Natalie Mering (Santa Mónica, California, 11 de junio de 1988), más conocida por su nombre artístico Weyes Blood, es una cantante, compositora y multinstrumentista estadounidense. Ha lanzado cinco álbumes de estudio, tres extended plays y ha dirigido sus propios vídeos musicales.

## Biografía
Natalie Mering nació en Santa Mónica, California y creció en Doylestown, Pensilvania. Tanto sus hermanos como sus padres son músicos y la música jugó un papel importante en su infancia. Su hermano mayor, Zak Mering, es también un artista, productor y compositor bajo el alias Raw Thrills.
A los 15 años, Mering comenzó a utilizar el nombre artístico Wise Blood para escribir canciones. Luego lo cambió a Weyes Bluhd en varios álbumes que lanzó de forma independiente antes de cambiar la ortografía a Weyes Blood. Ella tomó el nombre de la novela de Flannery O'Connor, Wise Blood. Al mismo tiempo, mientras trabajaba en su propio material, realizó una gira por la escena musical underground con bandas como Jackie-O Motherfucker y Nautical Almanac.
En 2011, lanzó el álbum The Outside Room como Weyes Blood And The Dark Juices en la discográfica Not Not Fun. La revista Uncut describió el ambiente del álbum como «devocional y etéreo, pero con edge». Mientras que Beatbots lo encontró  «un álbum impresionante y ambicioso». Natalie lanzó su segundo álbum en octubre de 2014 llamado The Innocents, que fue lanzado a través de Mexican Summer Records. Fue grabado en la zona rural de Pensilvania, en el apartamento de Mering y en el estudio de Gary Electric Studio en Greenpoint, Brooklyn. El álbum incluyó contribuciones de Jacob Brunner (batería) y James Strong (bajo). Mering dijo que estaba basado «sobre el amor joven. Se trata de mi primera relación real que fue torcida.»
En 2016 lanzó el álbum Front Row Seat to Earth a través de Mexican Summer Records con gran aclamación por parte de los críticos, y pasó los últimos años recorriendo Europa y los Estados Unidos promocionándolo. NPR afirma que el álbum reexamina «intimidad e idealismo en maneras que muestran el talento de Mering para medir y mediar emociones fuertes».
En febrero de 2019, un nuevo álbum titulado Titanic Rising fue anunciado y disponible para pre-ordenar en su sitio web, junto con fechas de su próxima gira. El álbum fue lanzado el 5 de abril de 2019, recibiendo aclamación universal.
El quinto álbum de Weyes Blood, And in the Darkness, Hearts Aglow, publicado en noviembre de 2022, fue precedido por los sencillos It’s Not Just Me, It’s Everybody y Grapevine. El disco, coproducido por Natalie Mering y Jonathan Rado, constituye la segunda parte de una trilogía iniciada con Titanic Rising. La obra explora temas como la alienación en la era digital, la pandemia y rupturas personales, destacando por su elaborada instrumentación que incluye arpa, violonchelo y arreglos orquestales.

## Discografía

### Álbumes

#### Álbumes de estudio
| 2011                                   | The Outside Room - Publicación: 10 de mayo                       | —  | —  | —  | —  |
| 2014                                   | The Innocents - Publicación: 21 de octubre                       | —  | —  | —  | —  |
| 2016                                   | Front Row Seat to Earth - Publicación: 21 de octubre             | —  | 23 | —  | —  |
| 2019                                   | Titanic Rising - Publicación: 5 de abril                         | 34 | 3  | 68 | 37 |
| 2022                                   | And in the Darkness, Hearts Aglow - Publicación: 18 de noviembre | —  | —  | —  | —  |
| "—" denota que no entró en las listas. |                                                                  |    |    |    |    |

#### EP
| Año  | Detalles del EP                                                                                           |
| ---- | --- |
| 2011 | Angels in America / Weyes Blood Split - Publicación: 15 de agosto - Formato: LP, descarga digital         |
| 2015 | Cardamom Times - Publicación: 9 de octubre - Formato: LP, descarga digital                                |
| 2017 | Myths 002 (junto con Ariel Pink) - Publicación: 27 de enero - Formato: LP, descarga digital               |
| 2019 | Rough Trade Session - Publicación: 22 de octubre - Sello: Sub Pop Records - Formato: LP, descarga digital |

### Sencillos
| Año  | Sencillo                                 | Álbum          |
| ---- | ---------------------------------------- | -------------- |
| 2015 | «Cardamom»                               | Cardamom Times |
| 2017 | «Tears on Fire» (junto con Ariel Pink)   | Myths 002      |
| 2017 | «A Certain Kind» / «Everybody's Talkin'» | —              |
| 2019 | «Andromeda»                              | Titanic Rising |
| 2019 | «Everyday»                               | Titanic Rising |
| 2019 | «Movies»                                 | Titanic Rising |

### Vídeos musicales
| Año  | Título                | Director(es)                          |
| ---- | --------------------- | ------------------------------------- |
| 2014 | «Some Winters»        | Winston H Case                        |
| 2015 | «Bad Magic»           | Joey Frank                            |
| 2015 | «In the Beginning»    | Kai Davey-Bellin y Laura-Lynn Petrick |
| 2016 | «Seven Words»         | Charlotte Linden Ercoli Coe           |
| 2016 | «Do You Need My Love» | Natalie Mering                        |
| 2016 | «Generation Why»      | Natalie Mering                        |
| 2016 | «Used To Be»          | Laura-Lynn Petrick                    |
| 2019 | «Everyday»            | Natalie Mering                        |
| 2019 | «Movies»              | Natalie Mering                        |
| 2020 | «Wild Time»           | Natalie Mering                        |

### Colaboraciones
| Año  | Canción                           | Álbum                            | Artista                       |
| ---- | --------------------------------- | -------------------------------- | ----------------------------- |
| 2008 | «Jesse's Party»                   | Together Again                   | Raw Thrills                   |
| 2008 | «I Lost Something in the Hills»   | Drugs                            | Raw Thrills                   |
| 2011 | «Where»                           | So Post                          | Raw Thrills                   |
| 2013 | «One Side Art»                    | Essential Thrills                | Raw Thrills                   |
| 2012 | «Early Birds of Babylon»          | Mature Themes                    | Ariel Pink's Haunted Graffiti |
| 2015 | «The Chat»                        | Timeline                         | Mild High Club                |
| 2017 | «Suddenly»                        | The End of Comedy                | Drugdealer                    |
| 2017 | «The End of Comedy»               | The End of Comedy                | Drugdealer                    |
| 2017 | «Sides»                           | No Shape                         | Perfume Genius                |
| 2017 | «Friend of Lindy Morrison»        | Bravado                          | Kirin J Callinan              |
| 2018 | «Blessed Be the Meek (Let Me Be)» | Mondo Combo                      | Raw Thrills                   |
| 2018 | «God's Favorite Customer»         | God's Favorite Customer          | Father John Misty             |
| 2018 | «Grey Area»                       | Like a Baby                      | Jerry Paper                   |
| 2019 | «Honey»                           | Raw Honey                        | Drugdealer                    |
| 2020 | «My God»                          | Imploding The Mirage             | The Killers                   |
| 2021 | «For Free»                        | Chemtrails Over The Country Club | Lana Del Rey                  |
| 2022 | «Story of Blood»                  | Mercy                            | John Cale                     |